# Peliperdix albogularis
El francolín gorgiblanco o francolín de garganta glanca (Peliperdix albogularis sin. Francolinus albogularis) es una especie de ave galliforme de la familia Phasianidae propia de África.

## Descripción
El francolín gorgiblanco pesa unos 14 g al nacer y unos 275 gr de adulto. Se alimentan de semillas e insectos.

## Distribución y hábitat
Se lo encuentra en Angola, Benín, Burkina Faso, Camerún, República Democrática del Congo, Costa de Marfil, Gambia, Ghana, Guinea, Mali, Nigeria, Senegal, Togo, y Zambia.
Habitan en praderas tropicales y subtropicales, sabanas, pastizales quemados y zonas de arbustos. 